# Menasalbas
Menasalbas – gmina w Hiszpanii, w prowincji Toledo, w Kastylii-La Mancha, o powierzchni 179,44 km². W 2011 roku gmina liczyła 3117 mieszkańców.